# إليونورا بيرغمان
إليونورا بيرغمان (بالبولندية: Eleonora Bergman)‏ هي مهندسة معمارية بولندية، ولدت في 22 أكتوبر 1947 في وودج في بولندا.